# Армянский спорт в Османской империи
Армянский спорт в Османской империи — это армянские спортивные мероприятия и клубы в период Османской империи.
Развитие армянского спорта и гимнастики в Османской империи началось в конце 19 века, когда были созданы первые спортивные клубы и общества. При правлении султана занятия спортом и легкой атлетикой были строго запрещены, а нарушители этого закона подвергались наказанию.

## Первые клубы
После государственного переворота младотурок в 1908 году в Константинополе и Смирне были созданы первые армянские спортивные клубы и футбольные команды.
С 1911 по 1914 года в Константинополе прошли четыре Всеармянские Олимпийские игры. В ходе Игр устанавливались рекорды и награждались победители серебряными медалями. В 1914 году в Армении также прошли первые «Киликийские Олимпийские игры». В тот же период Шаварш Криссян издавал спортивный журнал «Мармнамарз» (арм. րարմնամարզ, что означает «Спорт»). Это было первое спортивное периодическое издание в Османской империи.
Во время летних Олимпийских игр 1912 года в Стокгольме Ваграм Папазян и Мигир Мигирян стали первыми армянами, представлявшими Османскую Турцию на Олимпийских играх.

## Перед Первой мировой войной
Накануне Первой мировой войны в Константинополе действовало около 40 армянских спортивных клубов. Армянские футбольные команды приняли участие в командных и международных турнирах и нескольких лигах столицы. Самыми известными футбольными командами были «Балта Лиман», «Аракс» и «Торк». Самой известной командой Смирны был клуб «Ай Ворсордац» («Клуб армянских охотников»). Армянские спортивные клубы были также созданы в Никомедии (Измит), Карине (Эрзурум), Марзване (Мерзифон), Самсоне, Адане, Ване, Кесарии (Кайсери), Дортйоле (Дёртйол), Трапезунде (Трабзон) и Конье и других.

## Последствия геноцида армян
С 1915 по 1920 годы многие армянские спортсмены стали жертвами геноцида армян, а большинство армянских спортивных клубов были закрыты. Среди убитых был Шаварш Криссян. После его смерти «Мармнамарз» прекратил выпускаться.